# Buhy
Buhy est une commune française située dans le département du Val-d'Oise, en région Île-de-France.
Ses habitants sont appelés les Buhyiens.

## Géographie

### Description
Buhy est un village rural du Vexin français dans le Val-d'Oise, limitrophe au nord du département de l'Oise
La commune est desservie par l'ancienne route nationale 14 (actuelle RD 14), une ancienne voie romaine dénommée Chaussée Jules César, et est située 12 km au sud-ouest de Gisors, 33 km au nord-ouest de Pontoise et 52 km au sud-est de Rouen.
Elle est située dans le parc naturel régional du Vexin français et est traversée par le chemin de randonnée GRP de la Vallée de l'Epte.

Paysage de la commune
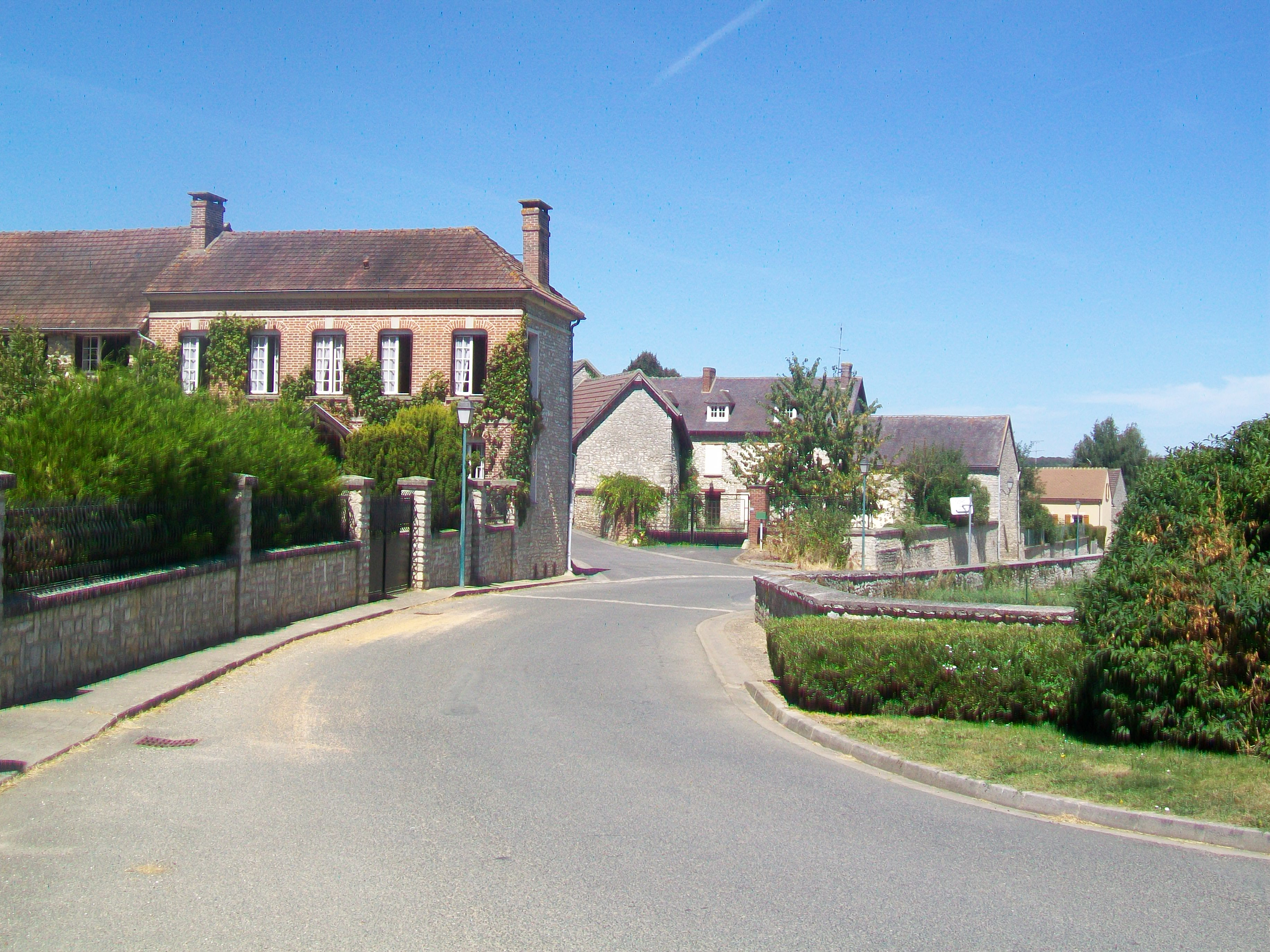
La Grande-rue.
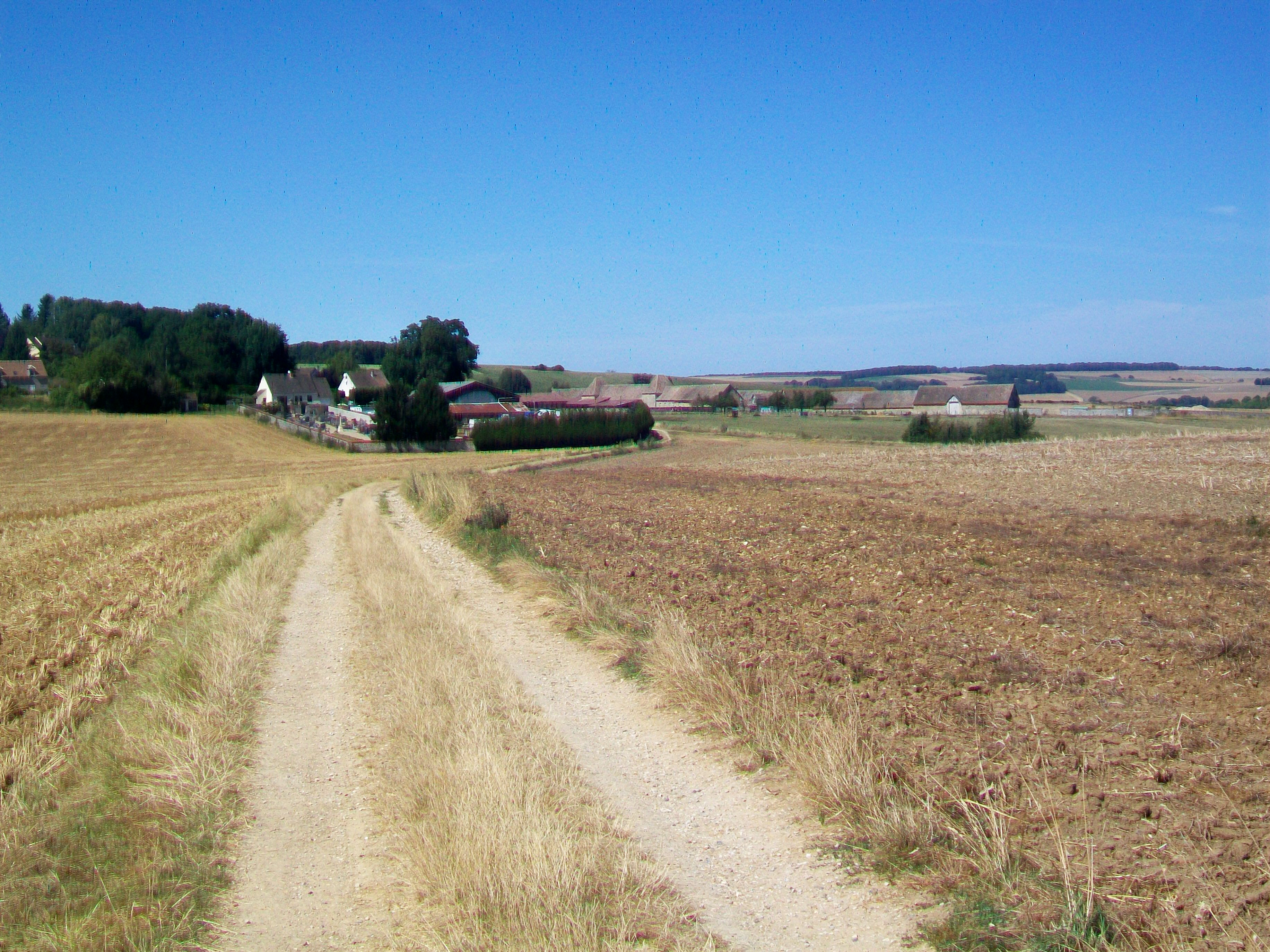
Vue du village depuis le chemin de Buhy à Ducourt.

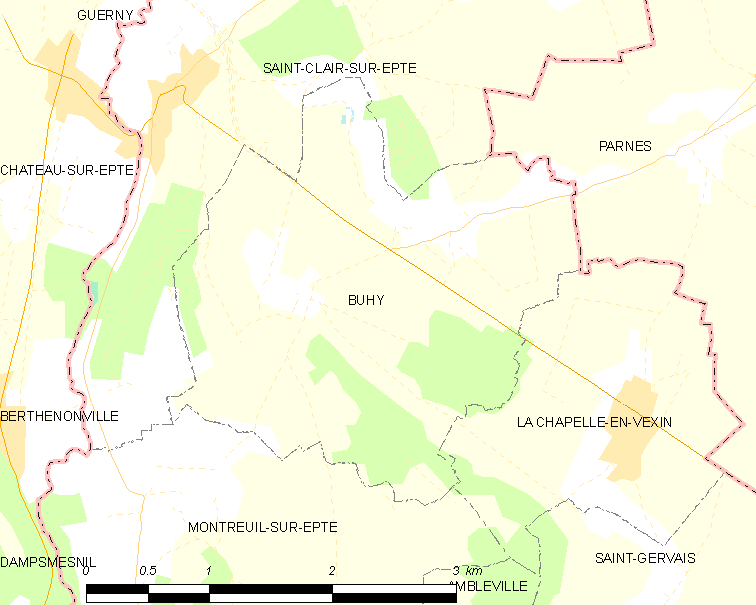
Carte de la commune.
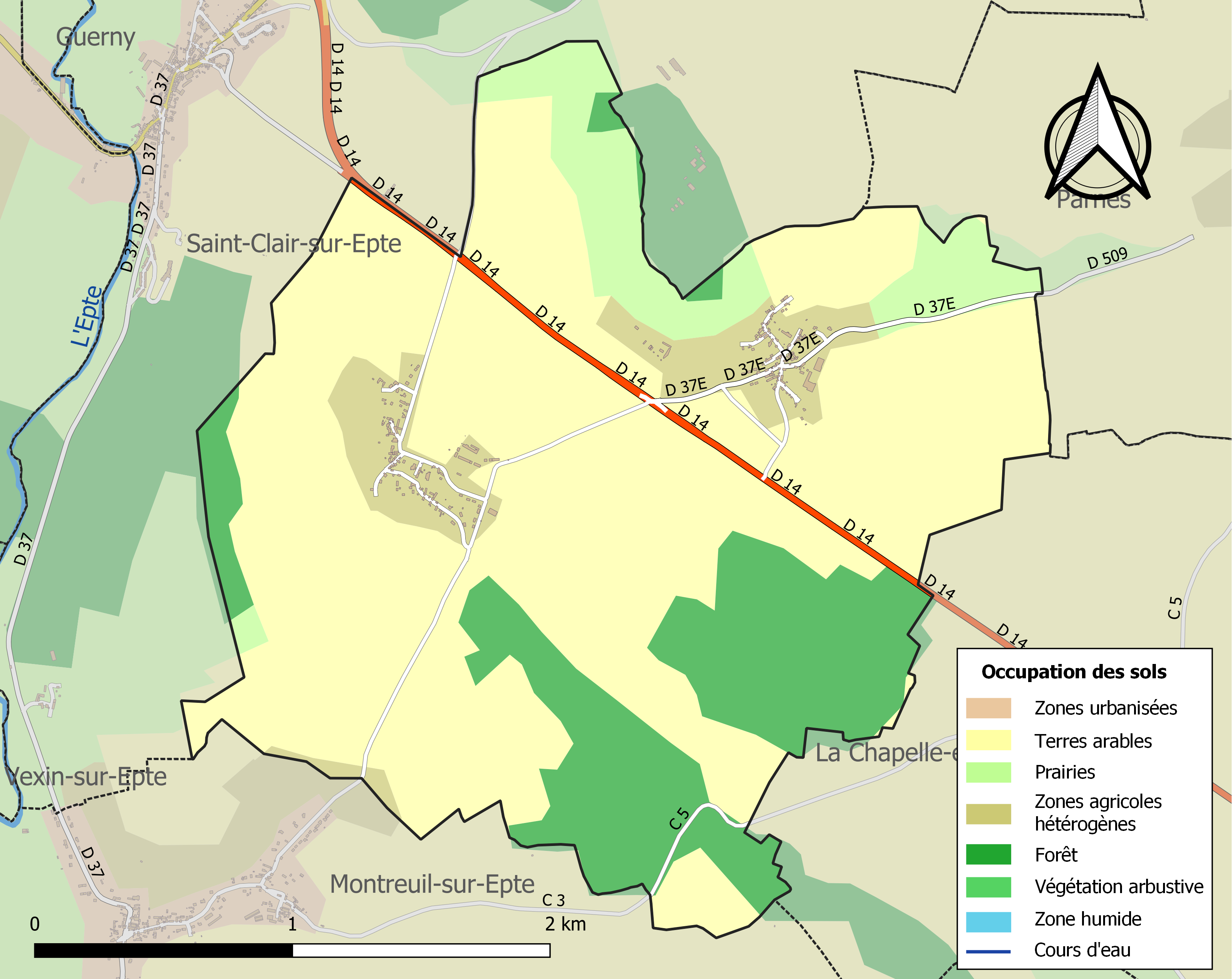
Occupation des sols.

### Communes limitrophes
La commune est limitrophe de Saint-Clair-sur-Epte, La Chapelle-en-Vexin, Montreuil-sur-Epte (Val-d'Oise) et Parnes (dans le département de l'Oise).
|                      |                    | Parnes               |
| Saint-Clair-sur-Epte | Buhy               | La Chapelle-en-Vexin |
|                      | Montreuil-sur-Epte |                      |

### Hydrographie

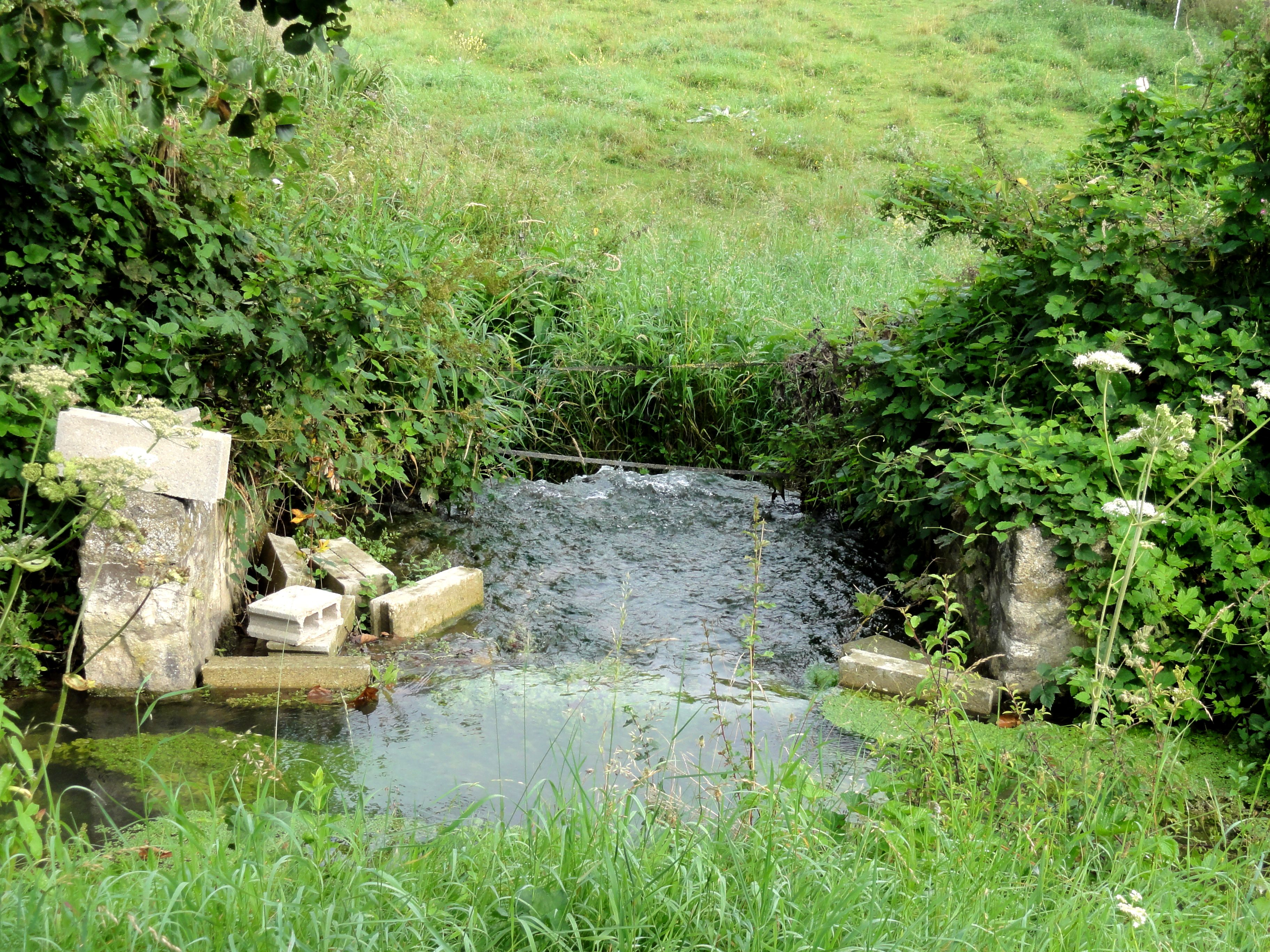
Le ruisseau Le Cudron, à Buchet.

Le hameau de Buchet est drainé par le Cudron, un  affluent de l'Epte et donc  un sous-affluent de la Seine

### Climat
Pour des articles plus généraux, voir Climat de l'Île-de-France et Climat du Val-d'Oise.
En 2010, le climat de la commune est de type climat océanique dégradé des plaines du Centre et du Nord, selon une étude du CNRS s'appuyant sur une série de données couvrant la période 1971-2000. En 2020, Météo-France publie une typologie des climats de la France métropolitaine dans laquelle la commune est exposée à un climat océanique et est dans la région climatique  Sud-ouest du bassin Parisien, caractérisée par une faible pluviométrie, notamment au printemps (120 à 150 mm) et un hiver froid (3,5 °C). 
Pour la période 1971-2000, la température annuelle moyenne est de 10,8 °C, avec une amplitude thermique annuelle de 14,5 °C. Le cumul annuel moyen de précipitations est de 700 mm, avec 11,2 jours de précipitations en janvier et 7,8 jours en juillet. Pour la période 1991-2020, la température moyenne annuelle observée sur la station météorologique la plus proche, située sur la commune d'Étrépagny à 14 km à vol d'oiseau, est de 11,3 °C et le cumul annuel moyen de précipitations est de 774,0 mm,. Pour l'avenir, les paramètres climatiques de la commune estimés pour 2050 selon différents scénarios d'émission de gaz à effet de serre sont consultables sur un site dédié publié par Météo-France en novembre 2022.

## Urbanisme

### Typologie
Au 1er janvier 2024, Buhy est catégorisée commune rurale à habitat dispersé, selon la nouvelle grille communale de densité à sept niveaux définie par l'Insee en 2022.
Elle est située hors unité urbaine. Par ailleurs la commune fait partie de l'aire d'attraction de Paris, dont elle est une commune de la couronne,. Cette aire regroupe 1 929 communes,.

### Hameaux et écarts
Le hameau de Buchet est rattaché à Buhy.

Le hameau de Buchet
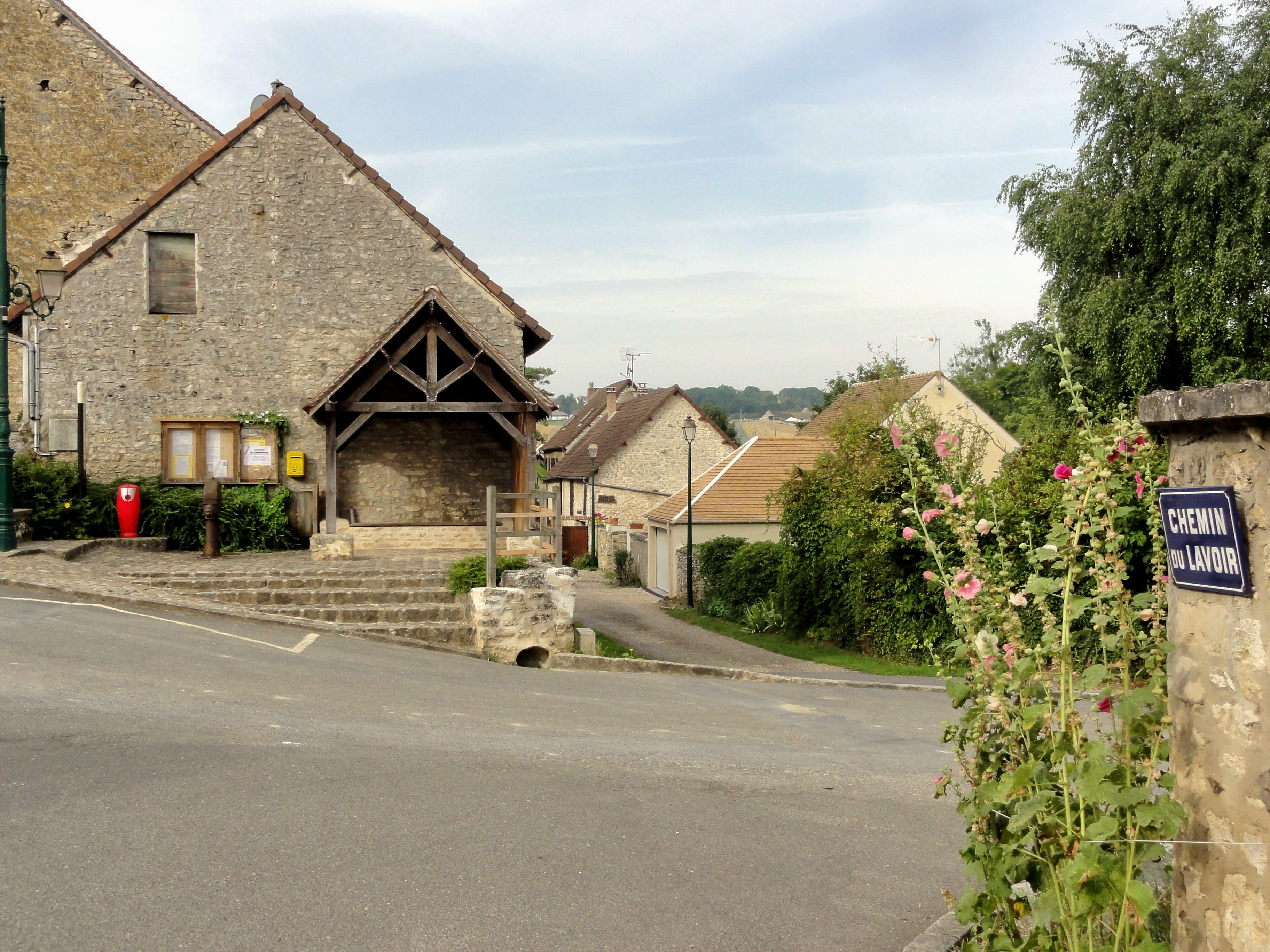
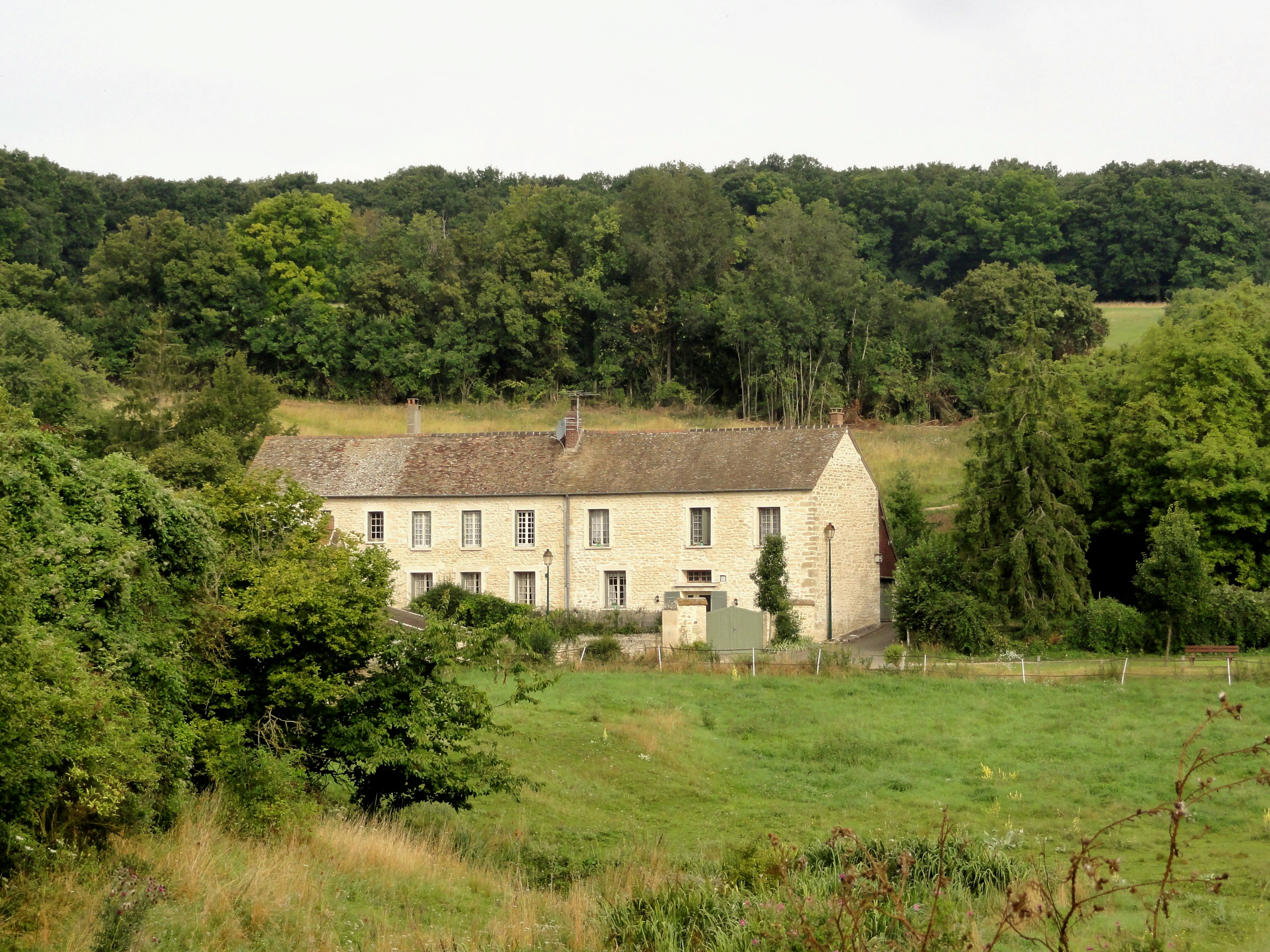

## Toponymie
Bui en 1249.
Buy dans les Mémoires de Nicolas de Neufville de Villeroy (parues en 1622-23), qui possédait le château d'Alincourt à  Parnes.

## Histoire
Le hameau de Buchet a eu une activité industrielle au XIXe siècle : On y notait en 1920 une papeterie au lieu-dit la Naie, qui fabriquait du papier d'emballage. En 1822 existait également une usine (dite la “manufacture” ou la “scierie”) propriété de M. Régnier, qui employait plusieurs dizaines de salariés, y compris des enfants. La force motrice du Cudron ne suffisant pas, l'usine se dote d'une machine à vapeur. En 1825, l'eau du Cudron est considérée comme polluée et impropre à la consommation des animaux du bourg de Saint Clair. L'usine est transformée en 1845 et devient une scierie qui fabrique des brancards de voitures et des chaises, puis, en 1852, en filature de coton. La scierie est incendiée en 1879, et, remise en état, se spécialise dans la fabrication de traverses de chemin de fer pour le Portugal. En 1893, la scierie est vendue à Léon de Montgolfier, et fabrique des chaises.
En 190-1930, les installations sont utilisées par société Ador qui y fabrique des aliments pour animaux jusqu’au début de la Seconde Guerre mondiale. Le Caudron n'est plus utilisé pour fournir la force motrice, l'entreprise étant alors raccordée au réseau électrique.

## Politique et administration

### Rattachements administratifs et électoraux
Rattachements administratifs
Antérieurement à la loi du 10 juillet 1964, la commune faisait partie du département de Seine-et-Oise. La réorganisation de la région parisienne en 1964 fit que la commune appartient désormais au département du Val-d'Oise et à son arrondissement de Pontoise après un transfert administratif effectif au 1er janvier 1968.
Elle faisait partie depuis 1793 du canton de Magny-en-Vexin de Seine-et-Oise puis du Val-d'Oise. Dans le cadre du redécoupage cantonal de 2014 en France, cette circonscription administrative territoriale a disparu, et le canton n'est plus qu'une circonscription électorale.
Rattachements électoraux
Pour les élections départementales, la commune est membre depuis 2014 du canton de Vauréal
Pour l'élection des députés, elle fait partie de la première circonscription du Val-d'Oise.

### Intercommunalité
Buhy est membre depuis 2013 de la communauté de communes Vexin - Val de Seine, un établissement public de coopération intercommunale (EPCI) à fiscalité propre créé en 2005 et auquel la commune avait transféré un certain nombre de ses compétences, dans les conditions déterminées par le code général des collectivités territoriales.

### Liste des maires
| Période                                  | Période  | Identité         | Étiquette | Qualité                         |
| ---------------------------------------- | -------- | ---------------- | --------- | ------------------------------- |
| Les données manquantes sont à compléter. |          |                  |           |                                 |
| 1881                                     | 1890     | Louis Branchu    |           |                                 |
| 1890                                     | 1900     | Elphège Bossu    |           |                                 |
| 1900                                     | 1904     | M. Thomas        |           |                                 |
| 2009                                     | 2012     | Jules Guesdon    |           |                                 |
| 1912                                     | 1919     | Edmond Lemirre   |           |                                 |
| 1920                                     | 1925     | Jules Guesdon    |           |                                 |
| mai 1925                                 | 1929     | Désiré. Duret    |           |                                 |
| 1929                                     | 1945     | Georges Haranger |           |                                 |
| 1945                                     | 1965     | Raymond Haranger |           |                                 |
| 1965                                     | 1989     | Robert Petit     |           |                                 |
| 1989                                     | En cours | Jean-Pierre Doré |           | Réélu pour le mandat 2020-2026, |

## Population et société

### Démographie
L'évolution du nombre d'habitants est connue à travers les recensements de la population effectués dans la commune depuis 1793. Pour les communes de moins de 10 000 habitants, une enquête de recensement portant sur toute la population est réalisée tous les cinq ans, les populations de référence des années intermédiaires étant quant à elles estimées par interpolation ou extrapolation. Pour la commune, le premier recensement exhaustif entrant dans le cadre du nouveau dispositif a été réalisé en 2005.

En 2022, la commune comptait 327 habitants, en évolution de +1,24 % par rapport à 2016 (Val-d'Oise : +4 %, France hors Mayotte : +2,11 %).
| 1793 | 1800 | 1806 | 1821 | 1831 | 1836 | 1841 | 1846 | 1851 |
| ---- | ---- | ---- | ---- | ---- | ---- | ---- | ---- | ---- |
| 243  | 272  | 303  | 331  | 372  | 343  | 380  | 412  | 381  |

| 1856 | 1861 | 1866 | 1872 | 1876 | 1881 | 1886 | 1891 | 1896 |
| ---- | ---- | ---- | ---- | ---- | ---- | ---- | ---- | ---- |
| 246  | 351  | 332  | 296  | 316  | 310  | 345  | 360  | 314  |

| 1901 | 1906 | 1911 | 1921 | 1926 | 1931 | 1936 | 1946 | 1954 |
| ---- | ---- | ---- | ---- | ---- | ---- | ---- | ---- | ---- |
| 277  | 284  | 224  | 181  | 194  | 162  | 154  | 203  | 223  |

| 1962 | 1968 | 1975 | 1982 | 1990 | 1999 | 2005 | 2006 | 2010 |
| ---- | ---- | ---- | ---- | ---- | ---- | ---- | ---- | ---- |
| 194  | 159  | 153  | 197  | 239  | 267  | 286  | 290  | 307  |

| 2015 | 2020 | 2022 | - | - | - | - | - | - |
| ---- | ---- | ---- | - | - | - | - | - | - |
| 322  | 320  | 327  | - | - | - | - | - | - |

## Culture locale et patrimoine

### Lieux et monuments
La commune ne possède pas de monument historique classé ou inscrit sur son territoire. On peut néanmoins signaler :
- Église Saint-Saturnin

Après la démolition de l'ancienne église du XIIe siècle remaniée au XVe siècle, elle a été reconstruite en 1879 sans style particulier, avec un massif clocher carré à toit en bâtière et des toitures couvertes d'ardoise. La cloche porte le prénom de sa donatrice, Joséphine. À l'intérieur, quelques statues polychromes sont à signaler, ainsi qu'un tableau présentant la Vierge au chapelet (copie de Murillo réalisé par Palmyre Hurtel en 1858). Les fonts baptismaux en pierre calcaire massive sont le dernier vestiges de l'ancienne église. Datés du d'autour de l'an 1200, ils sont décorés de feuilles de vigne, grappes de raisin, fleurettes, feuilles de chêne (inscription au titre des objets en mars 2000). Les vitraux du chœur en triptyque ont été réalisés en 1945 grâce à un don,.
- Ferme de Buhy

Les bâtiments du corps de ferme sont construits en partie sur les fondations des communs du château médiéval (forge, poulailler, pédiluve). Le long bâtiment comprenant les tours est l'ancien logis Renaissance dont les fenêtres occultées restent visibles. De rares documents iconographiques d'époque permettent la comparaison entre l'ancien château de Philippe Duplessis-Mornay et la ferme actuelle. Le mur du parc, une grille monumentale datée et le portail de la ferme de Buhy forment un ensemble caractéristique dans la commune,.
- Le « Bastion »

Vestige des fortifications qui devaient contrôler le trafic sur l'axe Paris-Rouen (RD 14). Cet axe de circulation se trouve à l'aplomb de la chaussée Jules César et reste le seul tronçon utilisé de nos jours (de Saint-Clair-sur-Epte jusqu'aux abords de Saint-Gervais).
- lavoirs

Un lavoir à Buhy, rue de la Source, et un autre lavoir à Buchet sur le Cudron (Cuderon), plus précisément près de la vanne du Faux-rû sur le bief du moulin de la Bonde.
- Fontaine de Buchet, au centre du hameau

Il s'agit d'une pompe à godets de marque Dragor, bien répandue dans le Vexin et également visible dans le village voisin de La Chapelle-en-Vexin ou à Théméricourt.
- Calvaire de Buchet

Monolithe de calcaire coquillier, avec un socle massif prolongé d'une colonne surmonté aujourd'hui d'un crucifix en fonte. Il est probable qu'il s'agissait d'une croix de chemin, buchée pendant la Révolution.
- Piliers du portail du moulin à eau de Buchet et piliers ayant supporté les meules[27].
- Nombreux chemins de randonnée[30].

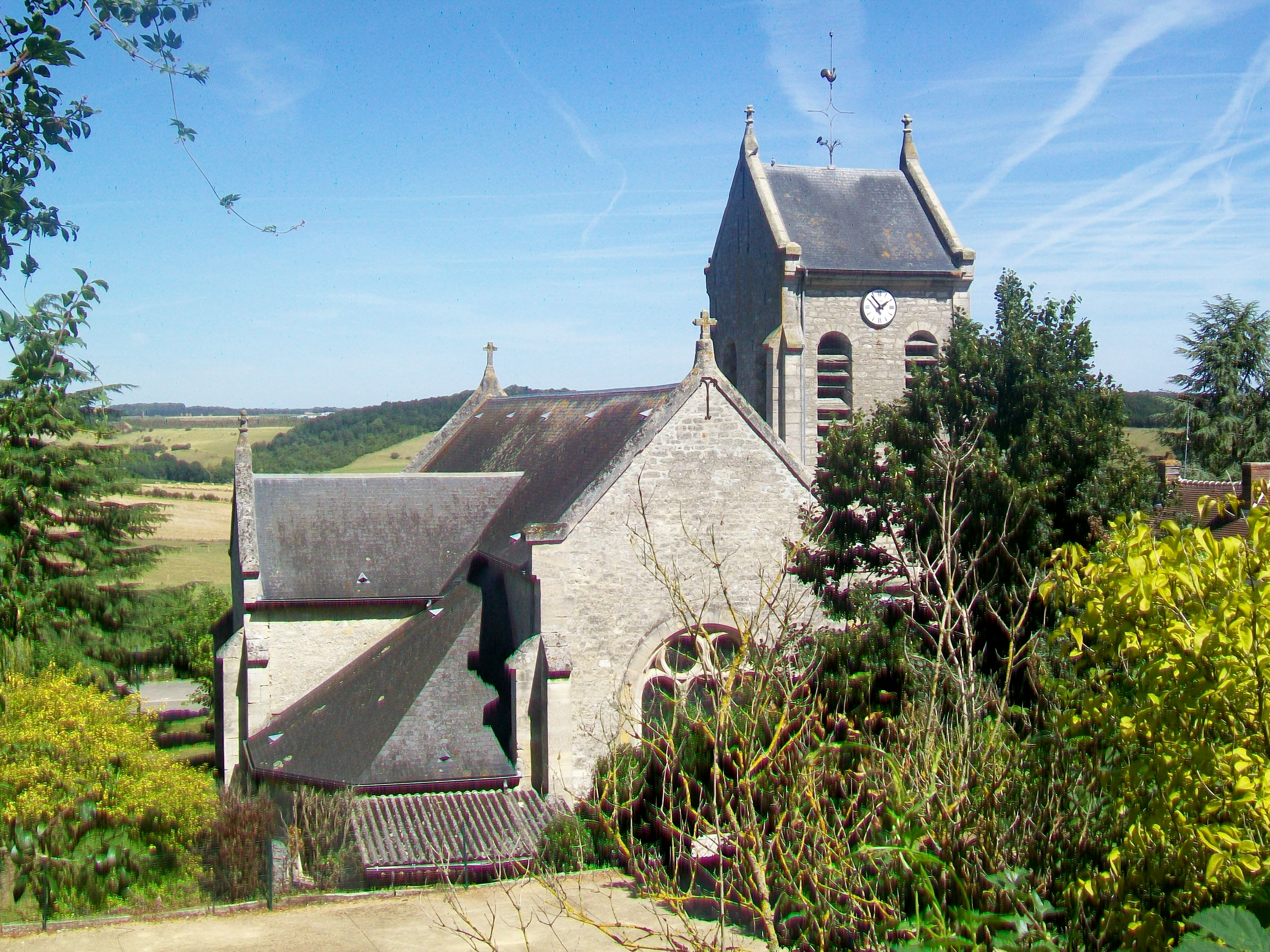
Église Saint-Saturnin, façade sud.
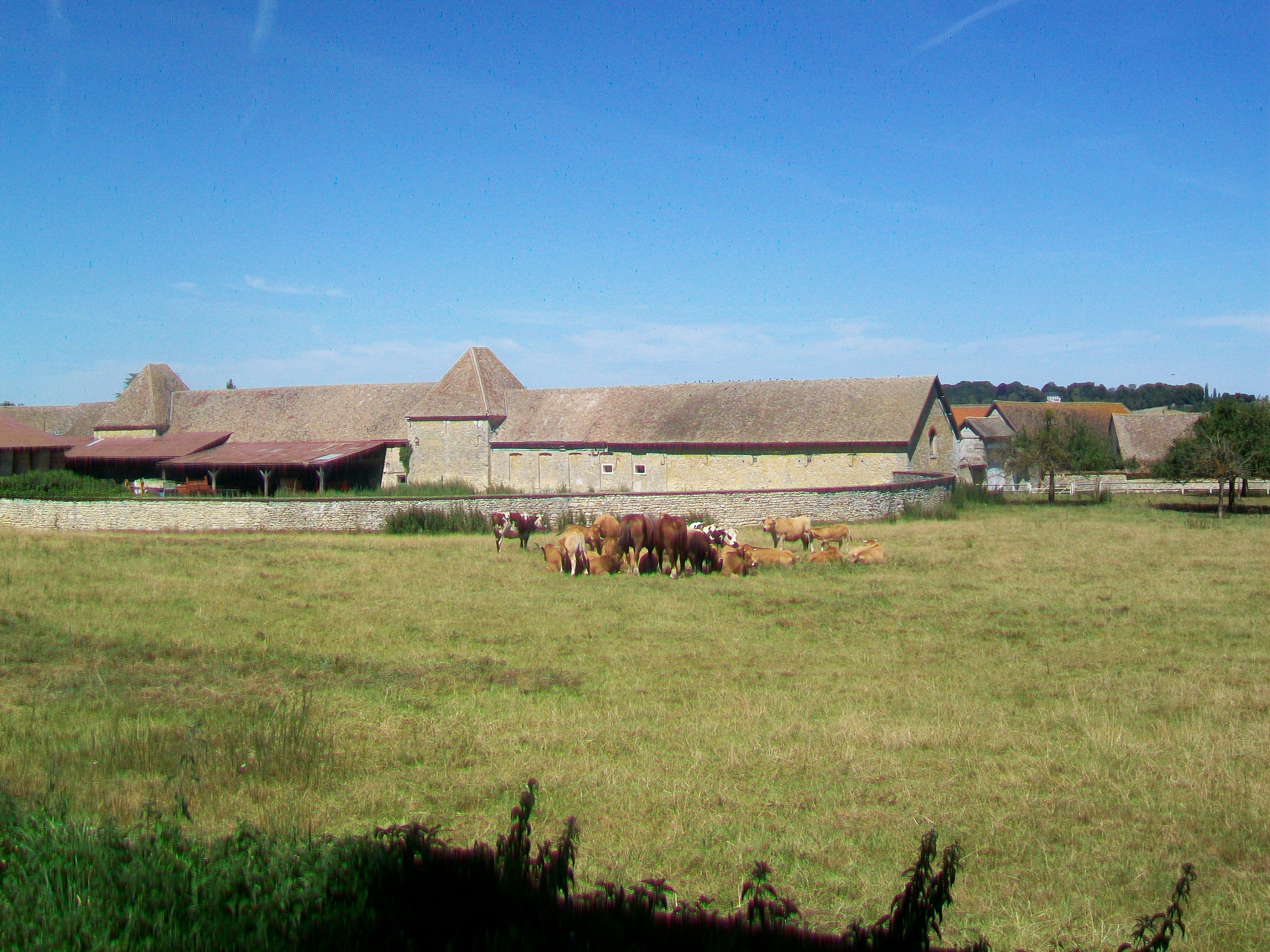
Ferme de Buhy.
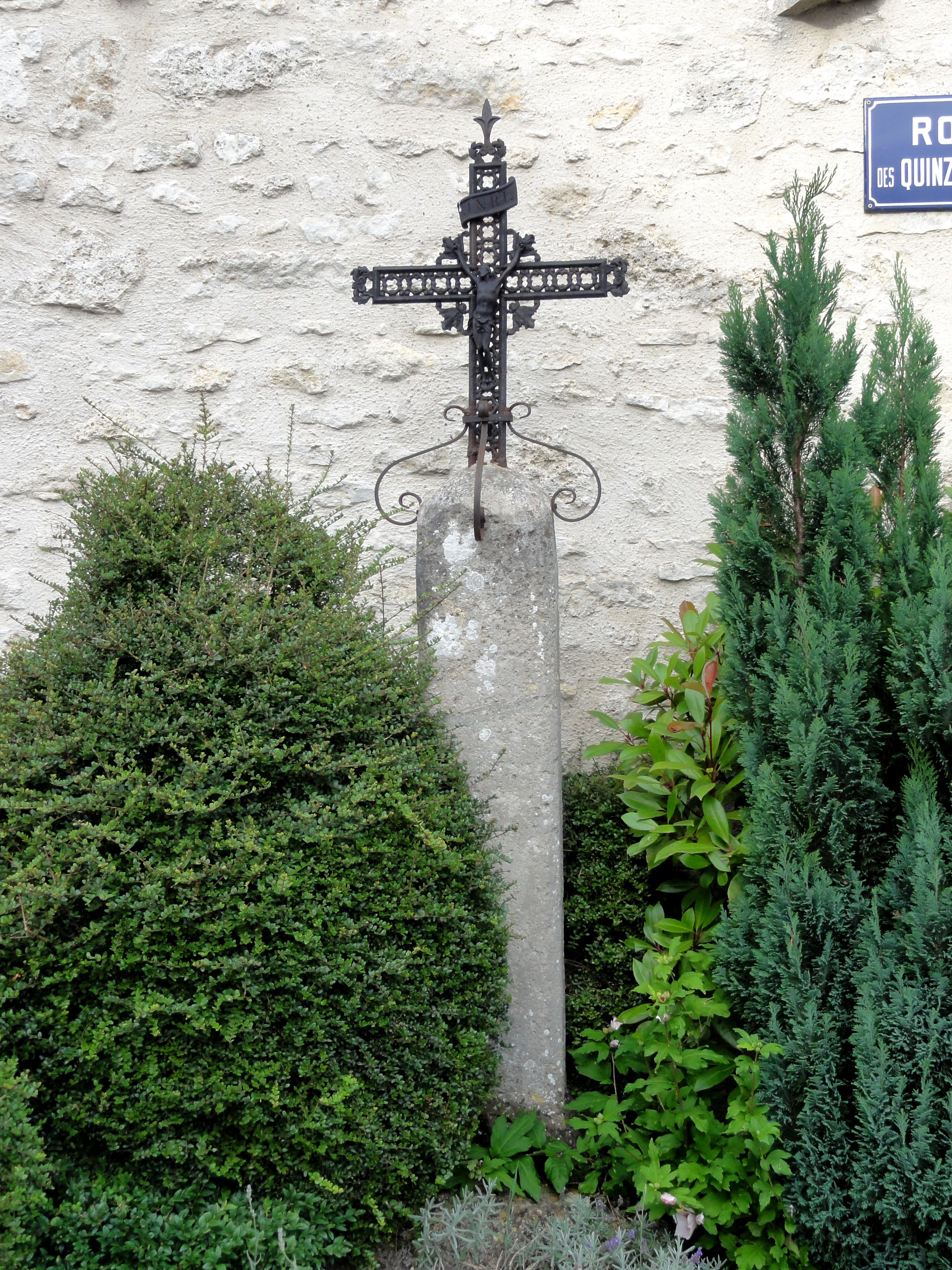
Calvaire de Buchet.
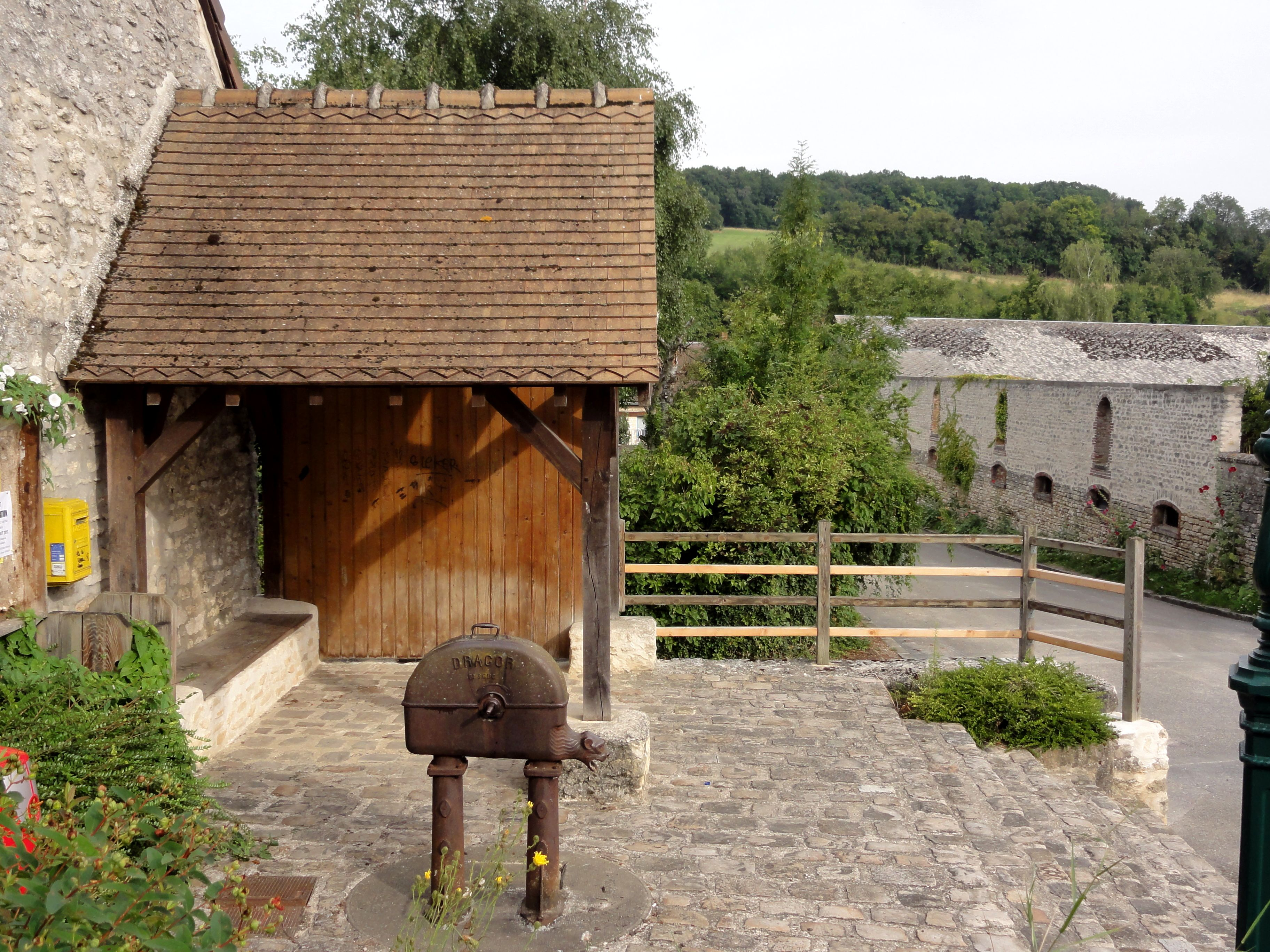
Fontaine de Buchet.
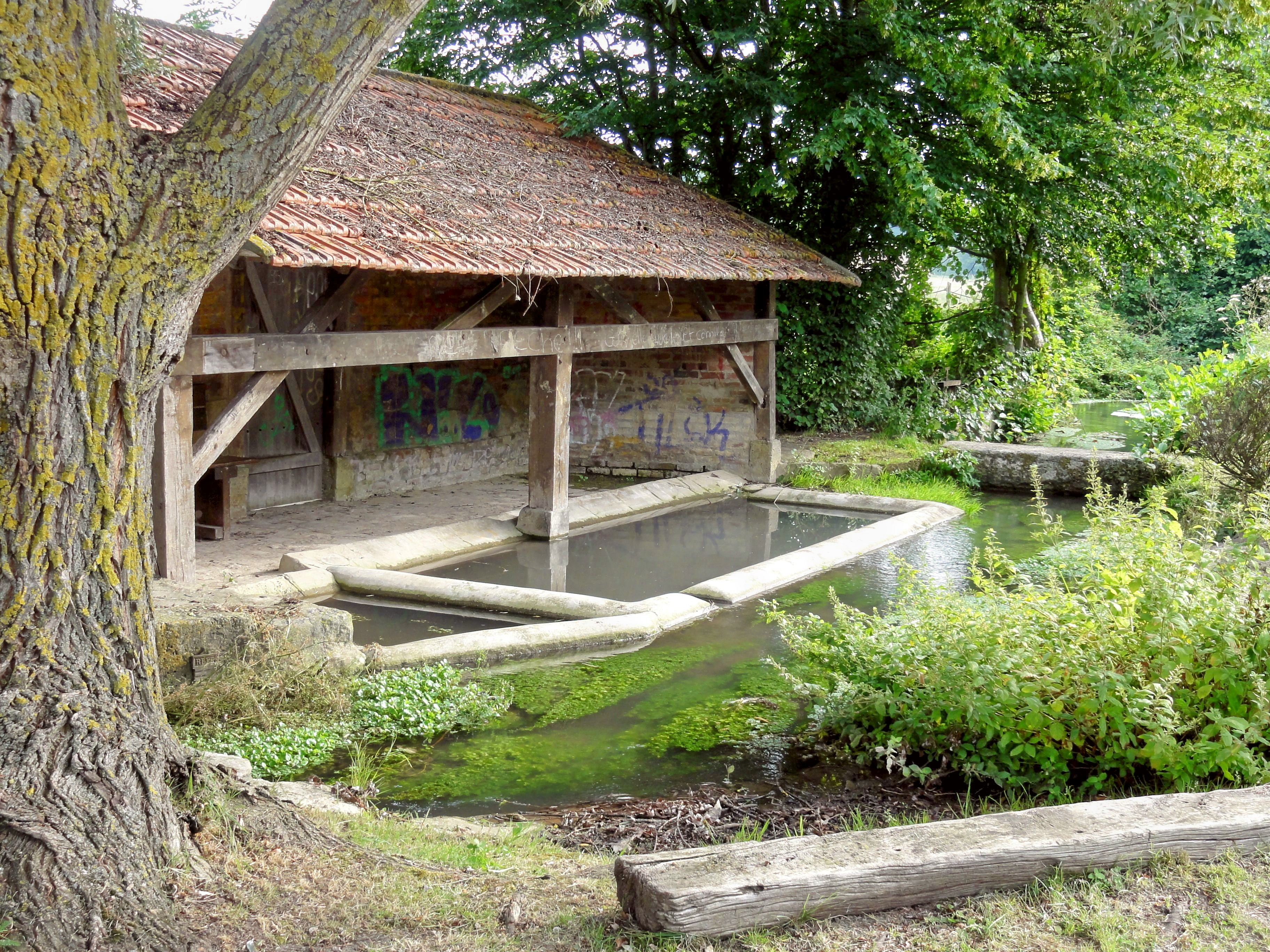
Lavoir de Buchet.
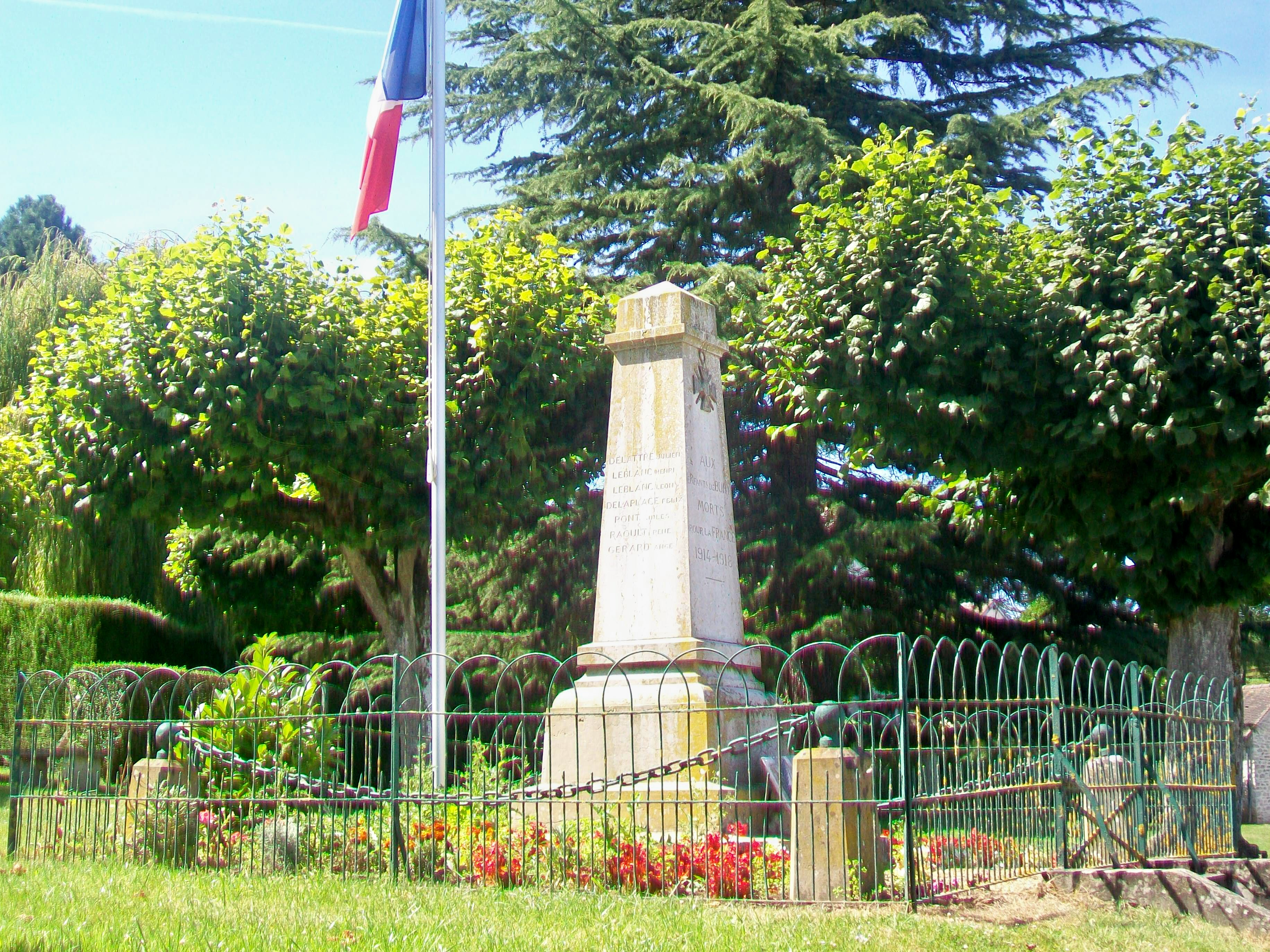
Monument aux morts.

### Personnalités liées à la commune
- Pierre Du Moulin (1568-1658), théologien protestant français, y est né.
- Philippe Duplessis-Mornay (1549 -1623), seigneur de Buhy (ou Buy), né à Buhy, théologien protestant, écrivain, polyglotte de talent et homme d'État.

### Héraldique
| Blason de Buhy | Blason  | Au champ de gueules cantonné au 1) d’or à la bande d’azur ; au 2) burelé de gueules et d’argent de huit pièces au lion de sable lampassé de gueules, armé et couronné d’or brochant ; au 3) d’argent aux trois pals d’azur ; au 4) d’or au sautoir ancré d'azur ; le tout chargé en cœur d’une bande ondée d’azur ornée de trois anilles de sable. |
| Blason de Buhy | Détails | Le statut officiel du blason reste à déterminer. |